# Episodi di Major Crimes (quinta stagione)
La quinta stagione della serie televisiva Major Crimes, composta da 21 episodi, è stata trasmessa in prima visione assoluta negli Stati Uniti dal canale via cavo TNT dal 13 giugno 2016 al 12 aprile 2017, in due parti: la prima fino al 19 settembre 2016, e la seconda dal 22 febbraio 2017.
In Italia la stagione è andata in onda in prima visione a pagamento su Premium Crime, canale della piattaforma Mediaset Premium, dal 20 febbraio al 10 luglio 2017; in chiaro è stata trasmessa da Top Crime dal 24 ottobre al 4 dicembre 2017.
| nº | Titolo originale   | Titolo italiano               | Prima TV USA      | Prima TV Italia  |
| -- | ------------------ | ----------------------------- | ----------------- | ---------------- |
| 1  | Present Tense      | Tempo presente                | 13 giugno 2016    | 20 febbraio 2017 |
| 2  | N.S.F.W.           | Tutte le donne di Bo          | 20 giugno 2016    | 27 febbraio 2017 |
| 3  | Foreign Affairs    | Affari esteri                 | 27 giugno 2016    | 6 marzo 2017     |
| 4  | Skin Deep          | A fior di pelle               | 11 luglio 2016    | 13 marzo 2017    |
| 5  | Cashed Out         | Soldi intascati               | 18 luglio 2016    | 20 marzo 2017    |
| 6  | Tourist Trap       | Trappola per turisti          | 25 luglio 2016    | 27 marzo 2017    |
| 7  | Moral Hazard       | La lista dei rancori          | 1º agosto 2016    | 3 aprile 2017    |
| 8  | Off the Wagon      | La ricaduta                   | 15 agosto 2016    | 10 aprile 2017   |
| 9  | Family Law         | Legge di famiglia             | 22 agosto 2016    | 17 aprile 2017   |
| 10 | Dead Zone          | Zona morta                    | 29 agosto 2016    | 24 aprile 2017   |
| 11 | White Lies, Part 1 | Bugie bianche (prima parte)   | 5 settembre 2016  | 1º maggio 2017   |
| 12 | White Lies, Part 2 | Bugie bianche (seconda parte) | 12 settembre 2016 | 8 maggio 2017    |
| 13 | White Lies, Part 3 | Bugie bianche (terza parte)   | 19 settembre 2016 | 15 maggio 2017   |
| 14 | Heart Failure      | Colpo al cuore                | 22 febbraio 2017  | 22 maggio 2017   |
| 15 | Cleared History    | Storia chiarita               | 1º marzo 2017     | 29 maggio 2017   |
| 16 | Quid Pro Quo       | Quid Pro Quo                  | 8 marzo 2017      | 5 giugno 2017    |
| 17 | Dead Drop          | Goccia mortale                | 15 marzo 2017     | 12 giugno 2017   |
| 18 | Bad Blood          | Cattivo sangue                | 22 marzo 2017     | 19 giugno 2017   |
| 19 | Intersection       | L'incrocio                    | 29 marzo 2017     | 26 giugno 2017   |
| 20 | Shockwave, Part 1  | Onda d'urto (prima parte)     | 5 aprile 2017     | 3 luglio 2017    |
| 21 | Shockwave, Part 2  | Onda d'urto (seconda parte)   | 12 aprile 2017    | 10 luglio 2017   |